# Rosario de Acuña y Villanueva de la Iglesia
Rosario de Acuña y Villanueva de la Iglesia (Madrid, 1º novembre 1850 – Gijón, 5 maggio 1923) è stata una scrittrice spagnola.

## Biografia
È stata autrice di opere drammatiche, libri di racconti e raccolte di liriche.
All'età di 35 anni entrò in una Loggia massonica di adozione di  Alicante, con il nome simbolico di «Ipazia», che userà in molti dei suoi scritti.

## Opere
- «Un ramo de violetas» (1873), su rosariodeacuna.es.
- «En las orillas del mar» (1874), su rosariodeacuna.es.
- «La vuelta de una golondrina» (1875), su rosariodeacuna.es.
- «Rienzi el tribuno» (1876), su rosariodeacuna.es.
- «Ecos del alma. Poesías» (1876), su rosariodeacuna.es.
- «Amor a la patria» (1877), su rosariodeacuna.es.
- «Morirse a tiempo. Ensayo de un pequeño poema imitación de Campoamor» (1879), su rosariodeacuna.es.
- «Tribunales de venganza» (1880), su rosariodeacuna.es.
- «Tiempo perdido» (1881), su rosariodeacuna.es.
- «Influencia de la vida del campo en la familia» (1882), su rosariodeacuna.es.
- «El lujo en los pueblos rurales» (1882), su rosariodeacuna.es.
- «La siesta» (1882), su rosariodeacuna.es.
- «Sentir y pensar» (1884), su rosariodeacuna.es.
- «Un certamen de insectos» (1888), su rosariodeacuna.es.
- «La casa de muñecas» (1888), su rosariodeacuna.es.
- «El crimen de la calle de Fuencarral» (1888)
- «Discurso leído en el Ateneo-Casino Obrero de Gijón la noche del 15 de septiembre de 1888, su rosariodeacuna.es.
- «Discurso pronunciado en el Acto de la Instalación de la Logia femenina Hijas del Progreso» (1889), su rosariodeacuna.es.
- «El padre Juan» (1891), su www.rosariodeacuna.es. URL consultato il 30 dicembre 2015 (archiviato dall'url originale il 4 marzo 2016).
- «La voz de la patria» (1893)
- «La higiene en la familia obrera» (1902), su www.rosariodeacuna.es. URL consultato il 30 gennaio 2023 (archiviato dall'url originale il 4 agosto 2021).
- «Avicultura» (1902), su rosariodeacuna.es.
- «El ateísmo en las escuelas neutras» (1911), su rosariodeacuna.es.
- «Cosas mías» (1917), su rosariodeacuna.es.